# Osiedle Ostrobramska
Osiedle Ostrobramska – osiedle znajdujące się w dzielnicy Praga-Południe w Warszawie.

## Opis
Osiedle znajduje się na terenie ograniczonym ulicami: Grochowską, Marii Rodziewiczówny, Ostrobramską, Komorską, Łukowską i Tarnowiecką. Część osiedla znajduje się w miejscu, w którym w latach 1919–1942 znajdowało się ok. 30-hektarowe żydowskie gospodarstwo rolne (tzw. kibuc na Grochowie).
Osiedle zostało wybudowane w latach 70. XX w. w systemie konstrukcyjnym „Żerań“.
Na osiedlu znajdują się m.in. kościół pw. Narodzenia Pańskiego przy Sanktuarium Matki Boskiej Ostrobramskiej (ul. Ostrobramska 72) i pętla autobusowa „Witolin“. Działają także: Klub Osiedlowy "Relax" (ul. Tarnowiecka 13), dwa przedszkola (nr 177 i 397) i Zespół Szkół Gastronomicznych (ul. Komorska). Osiedle ozdabiają wapienne figury wykonane przez studentów ASP w latach 70. XX wieku, odrestaurowane w latach 2016–2017.